# Idaea complexaria
Idaea complexaria är en fjärilsart som beskrevs av William Schaus 1901. Idaea complexaria ingår i släktet Idaea och familjen mätare. Inga underarter finns listade i Catalogue of Life.